# Jørgen Waring
Jørgen Winther Waring (født 11. juli 1938 i København, død 19. maj 2022 på Holbæk Sygehus) var en dansk billedkunstner.
Han arbejdede med maleri, tegning, skulptur, akvarel og smykkekunst.
Waring levede flere år som storvildtsjæger i Afrika, hvor kulturen inspirerede hans kunst.
Waring havde showroom i Ny Vestergade i København.